# Owczarnia (Pasłęk)
Owczarnia – część miasta Pasłęk w Polsce, położona w województwie warmińsko-mazurskim, w powiecie elbląskim, w gminie Pasłęk.
Przed 2021 r. osada w gminie Pasłęk. Teren osady, a formalnie część obrębu ewidencyjnego Zielony Grąd, włączono z dniem 1.01.2021 do miasta Pasłęk
W latach 1975–1998 miejscowość administracyjnie należała do województwa elbląskiego.